# Attila Borbely
Attila Borbely (1933 – 1997) è stato un cestista e allenatore di pallacanestro rumeno.

## Carriera
Con la Romania disputò i Campionati europei del 1957.